# Комиші (Куртамиський округ)
Комиші́ (рос. Камыши) — село у складі Куртамиського округу Курганської області, Росія.
Населення — 425 осіб (2010, 471 у 2002).
Національний склад станом на 2002 рік:
- росіяни — 94 %